# Sayed Ali Babaci
Sayed Ali Babaci (* 12. März 1915; † unbekannt) war ein afghanischer Hockeyspieler.
Sayed Ali Babaci nahm mit der Afghanischen Hockeynationalmannschaft an den Olympischen Spielen 1936 in Berlin teil. Die Mannschaft beendete ihre Vorrundengruppe auf dem zweiten Platz. Dies reichte jedoch nicht zur Qualifikation für das Halbfinale. In der Trostrunde, die jedoch keinen Einfluss mehr auf die Endplatzierung hatte, gewann Afghanistan seine beiden Spiele gegen Belgien (4:1) und die Vereinigten Staaten (3:0). 